# Tasburgh
Tasburgh – wieś w Anglii, w hrabstwie Norfolk, w dystrykcie South Norfolk. Leży 14 km na południe od Norwich i 147 km na północny wschód od Londynu. Miejscowość liczy 1070 mieszkańców.